# 中美战略安全对话
中美战略安全对话是中華人民共和國和美利堅合眾國兩國間的定期對話機制，討論战略安全議題。首次对话于2011年5月第三轮中美战略与经济对话期间举行。

## 各轮对话

### 首轮对话
2011年5月，首轮中美战略安全对话在华盛顿举行。中美双方主持人员为：
| 中方： - 张志军：中华人民共和国外交部副部长 | 美方： - 詹姆斯·斯坦伯格：美国常务副国务卿 |